# Governatorato di Dihok

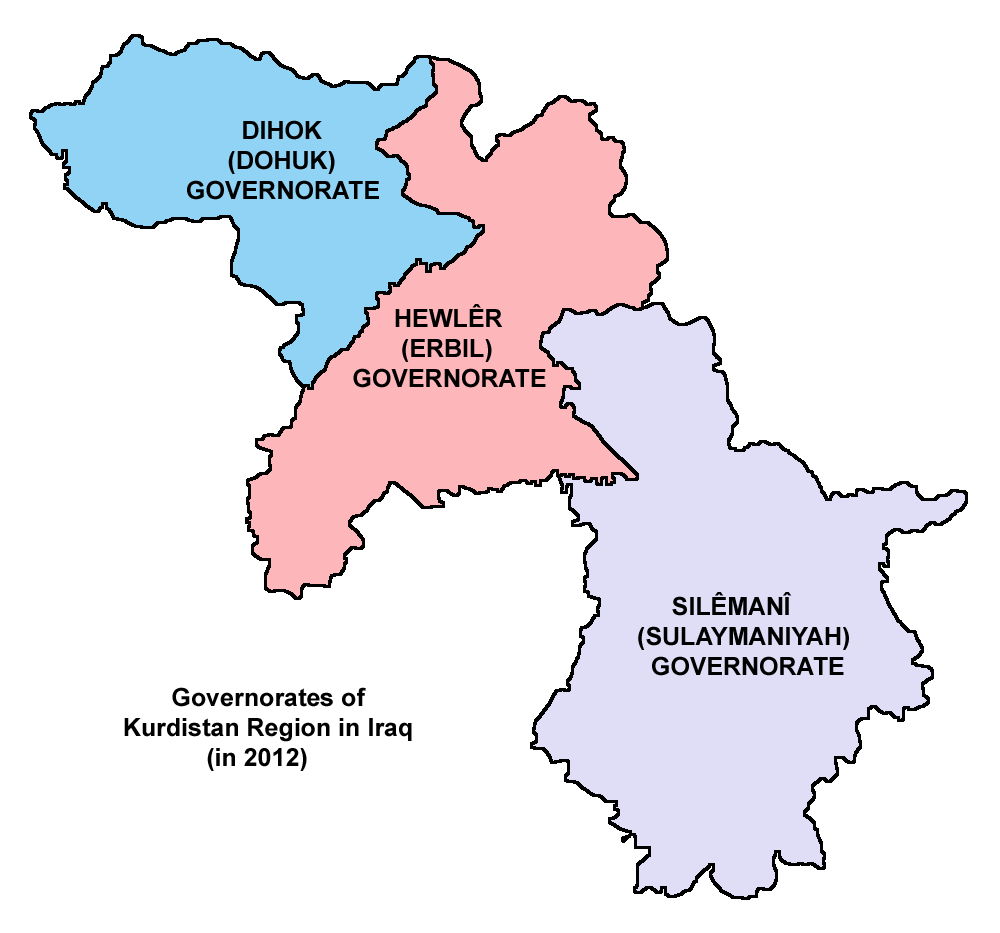

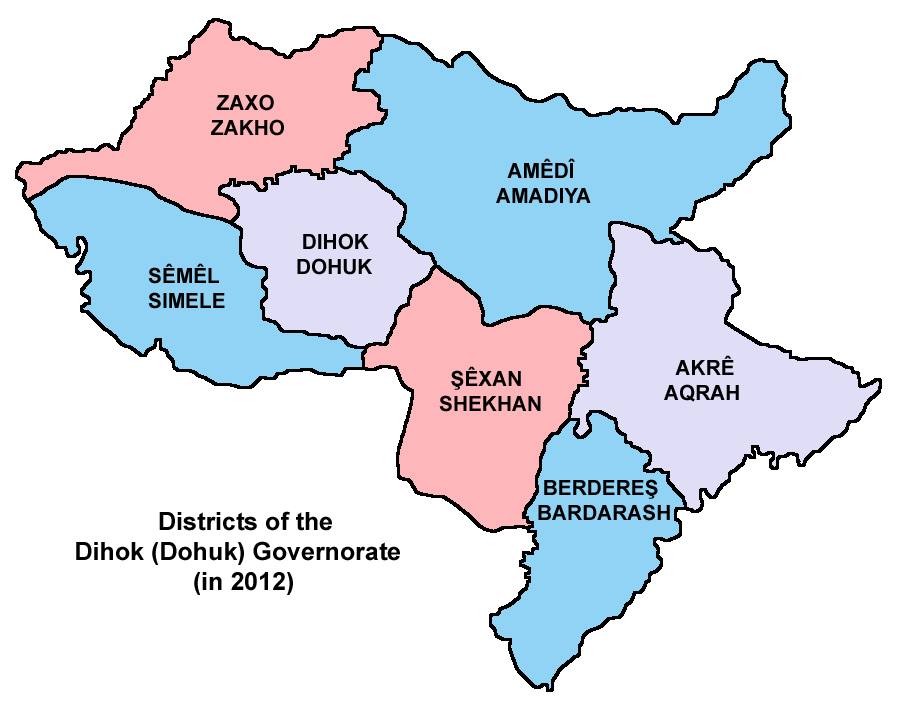

Il governatorato di Dihok (in curdo Parêzgeha Dihokê‎) è un governatorato del Kurdistan iracheno. È situato al nord, al confine con la Turchia; il suo capoluogo è Dihok. È esteso su un'area di 6.553 km²; nel 2003 contava 616.609 abitanti e 1.856.416 calcolati per il 2023.
La popolazione è in maggioranza di etnia curda e lingua più usata è il curdo, ma esistono minoranze di lingua siriaca e turca.